# Hans Knudsen
Pour les articles homonymes, voir Hans Knudsen (homonymie).
Hans Knudsen (né le 2 décembre 1886 à Posen et mort le 4 février 1971 à Berlin-Ouest) est un spécialiste du théâtre allemand.

## Biographie
Son père, un danois natif, est un fonctionnaire de la ville. Après le lycée de Posen, Knudsen étudie la philosophie et la littérature aux universités de Greifswald et de Berlin. En 1908, il obtient son doctorat à Greifswald avec une thèse sur Schiller et la musique. Après s'être installé à Berlin, il rejoint le conseil d'administration de l'Association des metteurs en scène artistiques et prend en charge la rédaction du magazine Die Scene (de). À partir de 1920, il travaille comme critique de théâtre pour les Annales prussiennes, le Rheinisch-Westfälische Zeitung (de), le Deutsche Zeitung et d'autres magazines et journaux.
En 1923, Hans Knudsen devient l'assistant de Max Herrmann (de) au nouvel Institut d'études théâtrales (de) de l'Université Frédéric-Guillaume de Berlin. À la suggestion de Max Herrmann, Knudsen devient secrétaire général de la Société d'histoire du théâtre (de) et, à ce titre, est principalement responsable des publications de la société. Toujours en 1923, il est nommé au comité artistique de la Volksbühne (de) par Julius Bab.
Pendant l'ère nationale-socialiste, Knudsen soutient l'idéologie dominante. Il est l'un des 88 écrivains qui signent la promesse de soutien loyal à Adolf Hitler en octobre 1933. Entre 1933 et 1934, il est responsable des blocs de construction du magazine "Kampfbund" pour le Théâtre national allemand, qui ne paraît qu'en deux éditions et est édité par Walter Stang. Pour la chambre du théâtre du Reich, Knudsen agit en tant que rédacteur en chef du journal officiel sous le titre Die Bühne – Zeitschrift für die Gestaltung des deutschen Theaters dans Wilhelm Limpert (de) Verlag. En 1938, Knudsen reçoit un poste d'enseignant à l'Institut de théâtre de l'Université Frédéric-Guillaume. Knudsen, qui est membre du NSDAP depuis 1940, reçoit en 1944, bien qu'il y ait des doutes sur les qualifications scientifiques de Knudsen à l'université, la chaire extraordinaire d'études théâtrales avec prise en charge simultanée de la direction de l'Institut du théâtre.
Après la fin de la Seconde Guerre mondiale, Hans Knudsen est nommé professeur titulaire d'études théâtrales à l'Université libre de Berlin nouvellement fondée en 1948, où il prend également la direction de l'Institut d'études théâtrales ; la même année, son ouvrage Werk Wesen und Grundlagen der Theaterkritik (1935) est placé sur la liste de la littérature à jeter dans la zone d'occupation soviétique. Knudsen continue à être membre du conseil d'administration de la Freie Volksbühne Berlin (de). En 1960, pour protester contre le limogeage du chef de la Volksbühne, Rudolf Noelte (de), qu'il a recommandé à ce poste, Knudsen démissionne de ses fonctions à la direction de la Volksbühne.
Hans Knudsen est mort à Berlin en 1971 à l'âge de 84 ans. Sa tombe se trouve au cimetière forestier de Zehlendorf.
Son fils, Knud Christian Knudsen (de) (1916-1998), est un sculpteur, écrivain et éditeur.

## Travaux
- Heinrich Beck (de), ein Schauspieler aus der Blütezeit des Mannheimer Theaters im 18. Jahrhundert. Voss, Leipzig, Hamburg 1912
- Der Dichter Hermann Burte (de). Reuss & Itaa, Konstanz 1918
- Wesen und Grundlagen der Theaterkritik. Theaterverlag Albert Langen/Georg Müller, Berlin 1935
- Goethes Welt des Theaters. Ein Vierteljahrhundert Weimarer Bühnenleitung. Druckhaus Tempelhof, Berlin 1949
- Theaterwissenschaft. Werden und Wertung einer Universitätsdisziplin. Christian-Verlag, Berlin 1950
- Theaterwissenschaft und lebendiges Theater. Christian-Verlag, Berlin 1951
- Deutsche Theatergeschichte (= Kröners Taschenausgabe (de). Band 270). Kröner, Stuttgart 1959, DNB 452475368.
- O. E. Hasse. Rembrandt-Verlag, Berlin 1960
- Deutsches Theater in Posen. Erinnerungen und Beiträge zu seiner Geschichte. Christian-Verlag, Bad Nauheim 1961
- Methodik der Theaterwissenschaft. Kohlhammer, Stuttgart 1971